# 戸沢充則
戸沢 充則（とざわ みつのり、1932年10月19日 - 2012年4月9日）は、日本の考古学者である。明治大学名誉教授。元明治大学学長。長野県茅野市尖石縄文考古館名誉館長。

## 経歴
長野県岡谷市出身。旧制諏訪中学（長野県諏訪清陵高等学校・附属中学校）を経て、明治大学文学部卒業。藤森栄一に師事した。旧制中学在学中、土器と出会ったことが考古学研究の始まりとなった。1961年明治大学講師。1967年「先土器時代文化の構造」により明治大学から文学博士の学位を授与される。1968年同教授。のちに考古学博物館長、文学部長、学長を歴任した。
豊富な発掘現場歴を持ち、遺跡調査や保護に大きく貢献している。2000年 - 2002年、日本考古学協会「前・中期旧石器問題調査研究特別委員会」委員長として旧石器捏造事件の検証調査にあたった。2011年、「シリーズ『遺跡を学ぶ』」の監修で第65回毎日出版文化賞受賞。「九条科学者の会」呼びかけ人を務めていた。

## 著書
- 縄文人との対話ー私の考古学手帖（名著出版、1987）
- 縄文時代史研究序説（名著出版、1990）
- 先土器時代の文化の構造（同朋舎出版、1990）
- 考古学のこころ（新泉社、2003）
- 考古地域史論ー地域の遺跡・遺物から歴史を描く（新泉社、2004）
- 歴史遺産を未来へ残すー信州・考古学の旅（新泉社、2005）
- 語りかける縄文人　新泉社,　2007.6.

## 編著
- 縄文人は生きているー原始との対話（有斐閣、1985）
- 探訪縄文の遺跡東日本編（有斐閣選書、1985）
- 古代の知恵を発掘する（監著、福武書店、1986）
- 縄文人と貝塚（六興出版、1989）
- 縄文時代研究辞典（東京堂出版、1994）
- 縄文人の時代（新泉社、1995）
- 月見野の発掘 先土器時代研究の転換点　新泉社,　2009.3.

### 共編著
- 原始・古代の生産と生活 日本考古学を学ぶ2（大塚初重共編、有斐閣選書、1979）
- 北海道白滝服部台における細石器文化　杉原荘介共著　臨川書店　1981.11.
- 探訪先土器の遺跡 安蒜政雄共編.1983.12　有斐閣選書
- 新版　古代の日本 第8巻. 関東 笹山晴生共編 角川書店 1992.10
- 大塚初重共編『日本考古学用語辞典』柏書房、1996年6月。ISBN 4-7601-1302-9

## 参考
- 宝月圭吾編 『長野県風土記』 旺文社、1986年